# 哈利法克斯站 (新斯科舍省)
哈利法克斯站（英語：Halifax station）是位於加拿大新斯科舍省哈利法克斯市的城際鐵路總站，由維亞鐵路運營，現為海洋號列車的終點站。現在的車站於1928年啟用。